# 18 février
Pour les articles homonymes, voir Dix-Huit-Février.
18 janvier 18 mars
Chronologies thématiques
- Croisades
- Ferroviaires
- Sports
- Disney
- Anarchisme
- Catholicisme

Abréviations / Voir aussi
- (° 1852) = né en 1852
- († 1885) = mort en 1885
- a.s. = calendrier julien
- n.s. = calendrier grégorien
- Calendrier
- Calendrier perpétuel
- Liste de calendriers
- Naissances du jour

Le 18 février est le 49e jour de l'année du calendrier grégorien (il en reste ensuite 316, 317 lorsqu'elle est bissextile).
C'était généralement le 30 pluviôse du calendrier républicain ou révolutionnaire français, officiellement dénommé jour du traîneau.

## Événements

### XIIesiècle
- 1162 : Amaury Ier est couronné roi de Jérusalem après avoir répudié Agnès de Courtenay.

### XIIIesiècle
- 1229 : Frédéric II et Al-Kâmil signent une trêve de dix ans pendant la Sixième croisade.
- 1268 : victoire des forces russes à la bataille de Rakvere.

### XIVesiècle
- 1332 : l'empereur éthiopien Amda Seyon Ier commence ses campagnes militaires dans les provinces musulmanes du sud.

### XVesiècle
- 1478 : Georges Plantagenêt est exécuté par son frère aîné Édouard IV.

### XVIesiècle
- 1519 : Hernán Cortés s'aventure au Mexique, quitte Cuba avec une petite troupe de soldats. Contre l'avis du gouvernement espagnol de l'ile, il gagne la côte du Mexique avec l'idée de conquérir les royaumes mystérieux qui s'y trouvent (début de la pénétration européenne sur le continent américain).
- 1563 : François de Guise qui prépare la prise d'Orléans est mortellement blessé par balles par le protestant Poltrot de Méré et en agonisera jusqu'au 24 février suivant.

### XVIIesiècle
- 1685 : l'explorateur français René Robert Cavelier de La Salle établit la première colonie au Texas.

### XIXesiècle
- 1813 : le tsar russe Alexandre Ier entre dans la ville de Varsovie.
- 1814 : bataille de Montereau.
- 1846 : les paysans s'arment et se soulèvent dans les régions de Galicie polonaise soumises aux Autrichiens. La ville de Cracovie se libère pendant quatre jours mais cède vite devant les troupes russes et autrichiennes (elle sera annexée par l'empire d'Autriche le 6 novembre).
- 1853 : le roi de Birmanie Pagan Min est contraint d'abdiquer en faveur de son demi-frère Mindon Min.
- 1859 : occupation de Saïgon par les Français.
- 1861 : Jefferson Davis est investi président des États confédérés d'Amérique pendant la guerre de Sécession.
- 1871 : le gouverneur Pierre Denfert-Rochereau fait évacuer Belfort devant l'invasion prussienne.
- 1873 : le révolutionnaire bulgare Vasil Levski est pendu par l'Empire ottoman.
- 1878 : le meurtre de John Tunstall déclenche la guerre du comté de Lincoln.
- 1879 :
  - formation d'un gouvernement conservateur Disraeli en Grande-Bretagne[réf. nécessaire].
  - Révolte contre le khédive d'Égypte.
- 1884 : les forces du général Gordon atteignent Khartoum (Soudan) pendant la guerre des mahdistes.
- 1887 : chute du Royaume du Bénin devant l'armée britannique.
- 1899 : Émile Loubet devient le VIIIe président de la IIIe République Française en succédant à Félix Faure décédé peu de temps avant.
- 1900 : premier jour de la bataille de Paardeberg parfois appelé Bloody Sunday pendant la seconde guerre des Boers.

### XXesiècle
- 1906 : Armand Fallières devient le IXe président de la IIIe République Française en succédant à Émile Loubet.
- 1908 : le président des États-Unis Roosevelt obtient ce jour une réaffirmation par l'empire du Japon d'une limitation de leur immigration.
- 1913 :
  - Raymond Poincaré devient le Xe président de la IIIe République Française en succédant à Armand Fallières.
  - Victoriano Huerta renverse Francisco Madero mettant fin à la décade tragique au Mexique.
- 1915 : l'Empire allemand fait le blocus du Royaume-Uni et intensifie la guerre sous-marine.
- 1920 : début du mandat de président de la IIIe République de Paul Deschanel.
- 1921 : le Français Étienne Œhmichen fait décoller un hélicoptère pour la première fois.
- 1932 :
  - la Société des Nations à Moukden demande a l'empire du Japon de retirer ses troupes de Mandchourie depuis septembre 1931 et envoie une commission d'enquête présider par Lord Lytton ;
  - l'empire du Japon met en place le Mandchoukouo comme État fantoche.
- Seconde Guerre mondiale entre 1939 et 1945 :
  - en 1942, 
    - le sous-marin français Le Surcouf heurté par un navire marchand américain coule dans le golfe du Mexique ;
    - début du massacre de Sook Ching par l'armée impériale japonaise ;

  - en 1943, 
    - le chef de la propagande nazie Joseph Goebbels appelle à la guerre totale dans son discours du Sportpalast ;
    - les membres de l'organisation de résistance allemande au nazisme La Rose blanche sont arrêtés.
- 1947 : victoire française à la bataille de Hanoï pendant la guerre d'Indochine.
- 1952 : la Grèce et la Turquie entrent dans l'OTAN.
- 1957 : 
  - présentation de la question algérienne devant l'ONU.
  - Exécution du dirigeant de la révolte des Mau Mau Dedan Kimathi.
- 1965 : la Gambie ancienne colonie anglaise d'Afrique devient indépendante dans le cadre du Commonwealth britannique.
- 1979 : l'Union soviétique met la Chine en garde contre une poursuite du conflit avec le Viêt Nam (avant qu'il ne soit trop tard).
- 1988 : début des manifestations arméniennes à Erevan en République socialiste soviétique d'Arménie.
- 1989 : fondation en Algérie du Front islamique du salut.
- 1990 : début de la révolution népalaise de 1990.
- 1992 : avènement du multipartisme en Côte d'Ivoire avec Laurent Gbagbo comme chef de file de l’opposition.
- 1994 : cent trente pays réunis sous l'égide de l'ONU constatent qu'il faut réduire l'émission de gaz à effet de serre.
- 1998 : l'ancien président et père de l'indépendance de la Zambie Kenneth Kaunda est accusé en rapport avec une tentative de putsch.
- 2000 :
  - Roland Dumas, son ancienne maîtresse Christine Deviers-Joncour et l'ancien PDG du groupe pétrolier Elf Loïk Le Floch-Prigent sont renvoyés par les juges Eva Joly et Laurence Vichnievsky devant le tribunal correctionnel de Paris dans le cadre du dossier Elf.
  - Les réformateurs iraniens remportent largement le premier tour des élections législatives et obtiennent la majorité absolue au Parlement.
  - Plus de trois mille personnes fuyant les combats en Tchétchénie se réfugient en Ingouchie voisine.
  - Sept policiers ont été tués dans l'État d'Andhra Pradesh (Inde) lors de l'attaque d'un poste de police, 22 autres policiers seront tués le 20.
  - La Cour interaméricaine des droits de l'homme condamne les États-Unis estimant que ceux-ci privent les prisonniers étrangers de leur droit à un procès équitable en violation des traités internationaux.

### XXIesiècle
- 2001 :
  - neuf cent huit réfugiés kurdes débarquent à Saint-Raphaël et demandent l'asile.
  - L'agent du FBI Robert Philip Hanssen est arrêté aux États-Unis et inculpé pour divulgation d'informations secrètes au profit de l'Union soviétique puis de la Russie de 1985 à son interpellation.
- 2002 :
  - l'euro devient la seule monnaie en circulation dans l'Hexagone ;
  - les chefs de la diplomatie de l'Union européenne rejettent le plan de paix pour le Proche-Orient proposé par la France qui préconise de commencer par la création d'un État palestinien.
- 2006 :
  - promulgation de la constitution de la IIIe République démocratique du Congo-Kinshasa par le président Joseph Kabila.
  - Le ministre des réformes constitutionnelles issu de la Ligue du Nord Roberto Calderoli est contraint à la démission après des déclarations controversées en Italie sur l'affaire des caricatures de Mahomet ainsi que pour avoir arboré publiquement un tee-shirt sur lequel était reproduite une des caricatures controversées ce qui avait conduit la veille à une manifestation près du consulat général d'Italie à Benghazi (Libye) au cours de laquelle onze personnes avaient été tuées et 37 autres blessées lors d'affrontements avec la police libyenne après l'incendie du premier étage du consulat.
- 2010 :
  - un coup d’État militaire renverse le président Mamadou Tandja et suspend la Constitution au Niger.
  - Ivo Josipović devient le 3e président de la République de Croatie.
- 2015 : Prokópis Pavlópoulos est élu président de la République hellénique.
- 2016 : élections législatives et présidentielle en Ouganda.
- 2020 : les résultats officiels proclamés près de trois mois après le scrutin de l’élection présidentielle accordent la victoire dès le premier tour au chef de l’État sortant Ashraf Ghani face notamment à Abdullah Abdullah nommé chef du gouvernement à la suite de l’élection récusée de 2014 en Afghanistan et qui conteste à nouveau les résultats[1].

## Arts, culture et religion
- 1145 : consécration du pape Eugène III.
- 1804 : fondation de l'université de l'Ohio.
- 1858 : troisième apparition mariale à Lourdes.
- 1860 : création de Philémon et Baucis de Charles Gounod.
- 1890 : l'action romantique en trois actes Loreley d'Alfredo Catalani est présentée au Teatro Regio de Turin.
- 1902 : l'opéra en trois actes Le Jongleur de Notre-Dame de Jules Massenet est présenté à Monte-Carlo.
- 1906 : encyclique de Pie X condamnant la séparation de l'Église et de l'État.
- 1926 : cinq cités mayas sont découvertes au Yucatán (Mexique).
- 1975 : Coluche donne son premier spectacle (à succès) en vedette à l'Olympia (Paris).
- 1984 : l'Italie et le Vatican signent une entente en vertu de laquelle le catholicisme cesse d'être religion d'État.
- 1986 : un million et demi de personnes sont sur la célèbre plage Copacabana à Rio de Janeiro au Brésil pour le concert gratuit des Rolling Stones.
- 1997 : Steven Spielberg entreprend le tournage du premier film qu'il réalise pour le studio Dreamworks (Amistad).
- 2001 : 
  - sortie du film Pitch Black de David Twohy.

- - L'Ours d'or de la Berlinale est remis à Intimité de Patrice Chéreau.
- 2024 : 77e cérémonie des British Academy Film Awards pour récompenser les films sortis en 2023.
- 2025 : en Égypte, des archéologues annoncent que le tombeau découvert vide près de Louxor est celui du pharaon Thoutmôsis II (photo)[2].

## Sciences et techniques
- 1911 : l'aviateur français Henri Péquet transporte le tout premier courrier postal par avion.
- 1930 : l'astronome américain Clyde William Tombaugh découvre la planète naine Pluton.
- 1986 : première greffe d'un cœur artificiel à l'Hôpital Broussais à Paris.
- 2021 : la mission spatiale de la NASA Mars 2020, qui comprend l'astromobile Perseverance  et l'hélicoptère Ingenuity, se pose avec succès sur Mars, dans le cratère Jezero[3].

## Économie et société
- 1882 : l'équipe d'Angleterre de football écrase celle d'Irlande 13 à 0.
- 1933 : du cola est servi en terrasse à Paris d'abord au café de l'Europe du quartier de la gare saint-Lazare[4].
- 1960 : début des VIIe Jeux olympiques d'hivers à Squaw Valley.
- 1962 : Marielle Goitschel est championne du monde de combiné de ski alpin.
- 1964 : tremblement de terre dans l'est des Açores, les bateaux doivent affronter une mer démontée pour évacuer la population de l'île de São Jorge.
- 1968 : fin des Xe Jeux olympiques d'hiver à Grenoble.
- 1970 : les Chicago Seven sont jugés non coupables de conspiration à la convention nationale démocrate de 1968.
- 1990 : le sportif belge Eric Geboers gagne l'Enduro motocross du Touquet.
- 1996 : Frank Fredericks porte le record du monde indoor du 200 m à 19,92 s.
- 1997 : 
  - le vraquier Albion II fait naufrage au large de Brest avec 114 tonnes de carbure de calcium, produit qui mélangé à l'eau de mer peut produire de l'acétylène un gaz inflammable.
  - Le groupe AXA renonce à doubler les primes d'assurance familiale des handicapés face à un tollé en France.
- 1999 : lancement du fournisseur d'accès à internet Free en France.
- 2000 :
  - des milliers de Japonais tentent de se connecter sur le site internet de Sony pour commander la nouvelle console de jeux la PlayStation 2, paralysant alors le site durant deux heures.
  - Les agents des douanes de Pointe-à-Pitre en Guadeloupe saisissent 243 kg de cocaïne à bord d'un porte-conteneurs battant pavillon chypriote.
- 2001 : un Chinois escalade Jinmao à mains nues la plus haute tour de Chine (à Shanghai), arrêté par la police dès son arrivée en haut des 88 étages (420 m).
- 2002 : 
  - lancement à Paris et à Marseille du premier quotidien gratuit Métro ;
  - un commando de la CGT-Filpac détruit 50 000 exemplaires du quotidien Métro destiné à Marseille et imprimé par une imprimerie concurrente[5].
  - Une colonie de cent cinquante dauphins s'échoue sur des plages des Côtes-d'Armor pour des raisons inconnues, dont une centaine pourront être remis à l'eau.
  - Les Français Marina Anissina et Gwendal Peizerat remportent la médaille d'or de danse sur glace aux Jeux Olympiques de Salt Lake City.
  - Ouverture du procès d'Andrea Yates à Houston (États-Unis), accusée d'avoir tué ses cinq enfants en les noyant dans sa baignoire le 20 juin 2001 (verdict le 15 mars 2002).
- 2003 :
  - un incendie d'origine criminelle ravage deux rames de métro dans une station bondée de Daegu en Corée du Sud (plus de 120 morts).
  - Le passage d'une violente tempête de neige durant quatre journées consécutives sur le nord-est des États-Unis provoque la mort de cinquante-huit personnes.
  - Un Airbus A319 de Crossair en provenance de Prague et un Hawker de la RMC en provenance de Stuttgart manquent d'entrer en collision dans l'espace aérien comme lors du 13 décembre 2002.
- 2004 :
  - la direction de l'Olympia décide d'annuler le spectacle de Dieudonné Le Divorce de Patrick en invoquant de nombreux appels de menace après un sketch controversé du comédien sur France 3 en 2003.
  - Un train sans conducteur et transportant du carburant et des produits chimiques industriels déraille dans le nord de l'Iran en provoquant des explosions qui font plus de 320 morts et détruisent cinq villages.
- 2008 : attentat suicide d'Al-Qaïda à Spin Boldak en Afghanistan (35 morts).
- 2009 : le militant syndical Jacques Bino est abattu alors qu'il conduisait sa voiture près d'un barrage routier tenu par des jeunes armés qui ont ouvert le feu sur la police avec des chevrotines dans Pointe-à-Pitre (Guadeloupe, première victime de la grève qui dure depuis le 20 janvier).
- 2018 : l'écrasement du vol 3704 Iran Aseman Airlines fait 66 morts en Iran.

## Naissances

### XIIIesiècle
- 1201 : Nasir ad-Din at-Tusi, mathématicien persan-musulman († 26 juin 1274).

### XVesiècle
- 1404 : Leon Battista Alberti, artiste, homme de lettres, de sciences et hagiographe italien († 20 avril 1472).

### XVIesiècle
- 1515 : Valerius Cordus, botaniste et chimiste allemand († 25 septembre 1544).
- 1516 : Marie Ire d'Angleterre, reine d’Angleterre et d’Irlande († 17 novembre 1558).
- 1559 : Isaac Casaubon, humaniste et érudit protestant, bibliothécaire d’Henri IV († 1er juillet 1614).

### XVIIesiècle
- 1642 : Mademoiselle de Champmeslé, actrice et tragédienne française († 15 mai 1698).
- 1658 : Charles-Irénée Castel de Saint-Pierre, écrivain, diplomate français († 29 avril 1743).

### XVIIIesiècle
- 1714 : Guy Louis de Durfort de Lorges, général français († 10 décembre 1775).
- 1734 : Jean-Marie Roland de La Platière, révolutionnaire français († 8 novembre 1793).
- 1745 : Alessandro Volta, physicien italien connu pour ses travaux et une unité de mesure en électricité († 5 mars 1827).

### XIXesiècle
- 1811 : Barragan (Isidro Santiago Llano), matador espagnol († 4 avril 1851).
- 1836 : Râmakrishna, mystique bengalî hindouiste majeur de la période contemporaine († 16 août 1886).
- 1837 : Alfred Serre peintre, émailleur d'art et céramiste français († 15 janvier 1906).
- 1838 : Ernst Mach, physicien et philosophe autrichien († 19 février 1916).
- 1840 : John Wesley Judd, géologue britannique († 3 mars 1916).
- 1844 : Jacob Lüroth, mathématicien allemand († 14 septembre 1910).
- 1848 : Louis Comfort Tiffany, artiste américain († 17 janvier 1933).
- 1852 : Antoine Auguste Intreccialagli, carme déchaux italien, nommé évêque († 19 septembre 1924).
- 1858 : Louise de Belgique, princesse de Belgique († 1er mars 1924).
- 1871 : George Udny Yule, mathématicien britannique († 26 juin 1951).
- 1878 : Fernando Magalhães, médecin-obstétricien brésilien, créateur de l'école brésilienne d'obstétrique († 10 janvier 1944).
- 1883 : Jacques Ochs, peintre, dessinateur et champion olympique belge d'escrime († 3 avril 1971).
- 1887 : Joan Peiró Belis, théoricien et militant anarcho-syndicaliste espagnol de la CNT († 24 juillet 1942).
- 1888 : Antonio Urrea Hernández, supercentenaire et doyen connu en son temps comme le « marié le plus long » d'Espagne († 15 novembre 1999).
- 1890 : Adolphe Menjou, acteur américain († 29 octobre 1963).
- 1898 : Enzo Ferrari, pilote et constructeur automobile italien († 14 août 1988).
- 1900 : Juliette Pétrie, comédienne et humoriste québécoise († 13 mars 1995).

### XXesiècle
- 1903 : Nikolaï Podgorny, homme politique soviétique, chef de l'état de 1965 à 1977 († 11 janvier 1983).
- 1905 : Queenie Leonard, actrice de doublage britannique († 17 janvier 2002).
- 1907 : Oscar Brodney, scénariste américain († 12 février 2008).
- 1908 : Alexandre Zarkhi, cinéaste, dramaturge et réalisateur soviétique puis russe († 27 janvier 1997).
- 1909 : Matti Järvinen, athlète finlandais, champion olympique au lancer du javelot en 1932 († 22 juillet 1985).
- 1911 : Hans Woellke, athlète allemand, champion olympique du lancer du poids en 1936 († 22 mars 1943).
- 1913 : Auguste Le Breton, écrivain français († 31 mai 1999).
- 1914 : Pee Wee King, compositeur et musicien de country américain († 7 mars 2000).
- 1915 :
  - Phyllis Calvert, actrice britannique († 8 octobre 2002).
  - Marcel Landowski, compositeur français académicien ès beaux-arts († 23 décembre 1999).
- 1916 : Jean Drapeau, homme politique canadien, maire de Montréal de 1954 à 1957 et de 1960 à 1986 († 12 août 1999).
- 1919 : Jack Palance, acteur américain († 10 novembre 2006).
- 1924 :
  - Louis Laberge, chef syndical québécois († 18 juillet 2002).
  - Nicolo Rizzuto, mafioso québécois d’origine sicilienne († 10 novembre 2010).
  - Sam Rolfe, producteur et scénariste américain († 10 juillet 1993).
- 1925 :
  - Marcel Barbeau, peintre et sculpteur québécois († 2 janvier 2016).
  - George Kennedy, acteur américain († 28 février 2016).
- 1926 : Rita Gorr, mezzo-soprano belge († 22 janvier 2012).
- 1928 : Tom Johnson, joueur de hockey sur glace canadien († 21 novembre 2007).
- 1929 :
  - André Mathieu, pianiste et compositeur québécois († 2 juin 1968).
  - Serge Sauvion, acteur français, voix de Peter Falk dans la version française de Columbo († 13 février 2010).
- 1930 : Theodore Freeman, astronaute américain († 31 octobre 1964).
- 1931 : 
  - Toni Morrison, professeure de lettres et écrivaine américaine lauréate des prix Pulitzer et Nobel de littérature († 5 août 2019).
  - Rocío Espinosa López-Cepero ou Laura Valenzuela (Laurita), actrice, mannequin et présentatrice espagnole de télévision.
  - Swraj Paul, homme politique britannique d'origine indienne.
- 1932
  - Miloš Forman, réalisateur tchèque († 13 avril 2018).
  - Alphonse Halimi, boxeur français († 12 novembre 2006).
- 1933 :
  - Yoko Ono, artiste japonaise, seconde épouse de John Lennon.
  - Mary Ure, actrice écossaise († 3 avril 1975).
  - Jean-Marc Varaut, avocat français († 26 mai 2005).
- 1934 : 
  - Audre Lorde, essayiste et poétesse américaine militante († 17 novembre 1992).
  - Paco Rabanne (Francisco Rabaneda y Cuervo dit), couturier espagnol († 3 février 2023).
- 1935 : Michel Aoun, général et président de la république libanaise.
- 1936 :
  - Dick Duff, joueur de hockey sur glace canadien.
  - Ab McDonald, joueur de hockey sur glace canadien († 4 septembre 2018).
- 1938 :
  - Louis-Marie Billé, cardinal français, archevêque de Lyon († 12 mars 2002).
  - (ou 17 février) François Tassé, acteur québécois.
- 1940 : Fabrizio De André, chanteur italien († 11 janvier 1999).
- 1941 :
  - Herman Santiago (en), chanteur et compositeur américain né à Porto Rico.
  - Irma Thomas, chanteuse américaine de rythm'n'blues.
- 1946 : 
  - Oleksiy Barkalov, joueur de water-polo ukrainien, champion olympique († 9 septembre 2004).
  - Jean-Claude Dreyfus, acteur français.
  - Angéla Németh, athlète hongroise spécialiste du lancer du javelot († 5 août 2014).
- 1947 : 
  - Dennis DeYoung, chanteur et claviériste américain du groupe Styx.
  - Carlos Lopes, athlète portugais spécialiste du fond, champion olympique du marathon.
- 1948 :
  - Keith Knudsen, musicien et compositeur américain du groupe The Doobie Brothers († 8 février 2005).
  - Patrick Poivey, acteur français, spécialisé dans le doublage († 16 juin 2020).
  - Gilbert Sicotte, acteur québécois.
- 1949 : Abdelghani Bousta, homme politique marocain († 21 septembre 1998).
- 1950 :
  - Michel Gauthier, homme politique québécois († 30 mai 2020).
  - John Hughes, producteur, réalisateur et scénariste américain († 6 août 2009).
  - Cybill Shepherd, actrice américaine.
- 1952 :
  - Ulrich Eicke, céiste allemand champion olympique.
  - Juice Newton, chanteuse américaine.
  - Bernard Valcourt, homme politique canadien.
- 1953 : Robbie Bachman, batteur canadien du groupe Bachman-Turner Overdrive († 12 janvier 2023).
- 1954 : John Travolta, acteur et danseur américain.
- 1955 : Raymond Rougeau, lutteur professionnel québécois.
- 1957 : Vanna White, actrice américaine.
- 1958 : 
  - Peter Koech, athlète kényan, spécialiste du 3 000 m steeple.
  - Louise Ritter, athlète américaine, championne olympique du saut en hauteur.
- 1960 : 
  - Andy Moog, joueur et entraîneur canadien de hockey sur glace.
  - Greta Scacchi, actrice italo-australienne.
- 1962 : 
  - Marianne James, auteur-compositeur, chanteuse et comédienne française.
  - Michel Sorbach, acteur néerlandais.
- 1963 : László Fábián, pentathlonien hongrois champion olympique.
- 1964 : Matt Dillon, acteur américain.
- 1965 : Dr. Dre (Andre Romelle Young dit), rappeur américain.
- 1966 : Dimitri Konyshev coureur cycliste russe.
- 1967 :
  - Laurent Tirard, réalisateur et scénariste français († 5 septembre 2024).
  - John Valentin (en), joueur de baseball américain.
  - Roberto Baggio, footballeur italien.
- 1968 : 
  - Molly Ringwald, actrice américaine.
  - Emmanuel Gobilliard, évêque catholique français.
- 1969 : Aleksandr Moguilny, joueur de hockey sur glace russe.
- 1970 : Leonardo Benítez, matador vénézuélien.
- 1973 : Claude Makelele, footballeur international français.
- 1974 :
  - Jamey Carroll, joueur de baseball américain.
  - Ievgueni Kafelnikov, joueur de tennis russe.
- 1975 : Gary Neville, footballeur anglais.
- 1976 : Thomas Schmidt, kayakiste allemand champion olympique.
- 1983 : Roberta Vinci, joueuse de tennis italienne.
- 1987 :
  - Haiat Farac, lutteuse égyptienne.
  - Hela Riabi, lutteuse tunisienne.
  - Sung Si-bak, patineur de vitesse sur piste courte sud-coréen.
- 1988 :
  - Bibras Natkho, footballeur israélien.
  - Alexandre Sidorenko, joueur de tennis français.
- 1993 : Kentavious Caldwell-Pope, basketteur américain.
- 1994 : Jung Hoseok, rappeur, danseur, chanteur, auteur-compositeur-interprète sud-coréen du groupe Bangtan Boys.

## Décès

### IXesiècle
- 806 : Taraise de Constantinople, patriarche de Constantinople (° vers 730).
- 814 : Angilbert, moine proche de Charlemagne (° vers 740).

### Xesiècle
- 901 : Thābit ibn Qurra, mathématicien arabo-musulman (° 826 / 836).
- 999 : Grégoire V, pape (°C. 972).

### XIIIesiècle
- 1294 : Kubilai Khan, souverain mongol (° 23 septembre 1215).

### XVesiècle
- 1405 : Tamerlan, conquérant et fondateur de la dynastie des Timourides (° 9 avril 1336).
- 1455 : Fra Angelico (Il Beato Fra Giovanni Angelico da Fiesole), artiste italien (° v. 1395 / 1400).
- 1478 : Georges Plantagenêt, comte de Salisbury et 1er duc de Clarence (° 21 octobre 1449).

### XVIesiècle
- 1535 : Henri Cornélis dit Agrippa, astrologue et alchimiste (° 14 septembre 1486).
- 1546 : Martin Luther, réformateur religieux du protestantisme (° 10 novembre 1483).
- 1558 : Éléonore de Habsbourg, reine de Portugal et de France, sœur de Charles Quint et veuve de François Ier de France (° 15 novembre 1498).
- 1564 : Michel-Ange (Michelangelo di Lodovico Buonarroti Simoni), peintre, sculpteur, poète et artiste italien (° 6 mars 1475).
- 1584 : Anton Francesco Grazzini, écrivain, poète et auteur dramatique italien (° 22 mars 1504).

### XVIIesiècle
- 1612 : Vincent Ier de Mantoue, noble italien, duc de Mantoue et de Montferrat (° 21 septembre 1562).
- 1683 : Nicolaes Berchem, peintre hollandais (° 1er octobre 1620).

### XVIIIesiècle
- 1712 : Louis de France, duc de Bourgogne (° 16 août 1682).
- 1743 : Anne-Marie-Louise de Médicis, dernière des Médicis (° 11 août 1667).
- 1772 : Johann Hartwig Ernst Bernstorff, homme d'État danois (° 13 mai 1712).
- 1800 : Louis de Frotté, chef emblématique de la chouannerie normande (° 5 août 1766).

### XIXesiècle
- 1817 : Jean-Baptiste de Grateloup, graveur français (° 15 février 1735).
- 1848 : Joseph Gerhard Zuccarini, botaniste allemand (° 10 août 1797).
- 1863 : Michel Eusèbe Mathias Betting de Lancastel, homme politique français  (° 5 mars 1797).
- 1866 : François Alluaud, fabricant de porcelaine de Limoges, homme politique, archéologue et géologue autodidacte français (° 21 septembre 1778).
- 1873 : Vasil Levski (Vasil Ivanov Kountchev -Васил Иванов Кунчев en bulgare- dit), résistant bulgare à l'occupant ottoman (° 18 juillet 1837).
- 1876 : Adolphe Brongniart, botaniste français (° 14 janvier 1801).
- 1878 : John Tunstall, homme d'affaires et éleveur anglo-américain, protagoniste 1re victime de la « guerre du comté de Lincoln » (° 6 mars 1853).
- 1886 : 
  - Melchior Barthès, pharmacien, botaniste et poète français (° 11 janvier 1818).
  - Leopold Hermann von Boyen, général allemand (° 6 juin 1811).
  - Herman-Louis-Bernard-Ernest de Calouin de Tréville, militaire et homme politique français (° 28 février 1802).
- 1891 : Charles François Xavier d'Autemarre d'Erville, général français (° 17 décembre 1805).

### XXesiècle
- 1902 : Charles Lewis Tiffany, bijoutier-joaillier américain, fondateur de Tiffany & Co. (° 15 février 1812).
- 1906 : John B. Stetson, créateur et fabricant de chapeaux américain (° 5 mai 1830).
- 1926 : « Litri » (Manuel Báez Gómez), matador espagnol (° 13 août 1905).
- 1933 : James J. Corbett, boxeur américain (° 1er septembre 1866).
- 1952 : Enrique Jardiel Poncela, écrivain espagnol (° 15 octobre 1901).
- 1956 : Gustave Charpentier, compositeur français (° 25 juin 1860).
- 1957 : 
  - Dedan Kimathi, chef kényan de la révolte des Mau Mau contre le gouvernement colonial britannique (° 31 octobre 1920).
  - Henry Norris Russell, astronome américain (° 25 octobre 1877).
- 1964 : Joseph-Armand Bombardier, inventeur québécois concepteur de la motoneige (° 16 avril 1907).
- 1966 :
  - Frank Lukis, haut commandant de la Royal Australian Air Force (° 27 juillet 1896).
  - Grigori Nelioubov, cosmonaute soviétique (° 31 mars 1934).
  - Robert Rossen, scénariste et réalisateur américain (° 16 mars 1908).
- 1967 : Robert Oppenheimer, physicien américain (° 22 avril 1904).
- 1971 : Jaime de Barros Câmara, cardinal brésilien, archevêque de Rio de Janeiro (° 3 juillet 1894).
- 1973 :
  - Frank Costello, mafieux américain d'origine italienne (° 26 janvier 1891).
  - Manuel Dos Santos, matador portugais (° 11 février 1925).
- 1977 : Andy Devine, acteur américain (° 7 octobre 1905).
- 1978 : Giuseppe Santhià, coureur cycliste italien (° 19 janvier 1886).
- 1979 : Viorica Agarici, religieuse roumaine, Juste parmi les nations (° 24 février 1886).
- 1981 : John Knudsen Northrop, constructeur aéronautique américain (° 10 novembre 1895).
- 1987 : Dmitri Kabalevski, compositeur soviétique (° 30 décembre 1904).
- 1993 : Patrick Roy, animateur de radio et de télévision français (° 17 avril 1952).
- 1997 : 
  - Antonio de Almeida, chef d'orchestre et musicologue français (° 20 janvier 1928).
  - Emily Hahn, écrivaine et journaliste américaine (° 14 janvier 1905).
  - Jnan Prakash Ghosh, compositeur indien (° 8 mai 1909).
  - Eric Fenby, compositeur, pianiste, chef d'orchestre et organiste anglais (° 22 avril 1906).
- 1998 :
  - James Boyd, mathématicien et physicien américain (° 18 juillet 1906).
  - Harry Caray, commentateur sportif américain (° 1er mars 1914).
  - Antonio Escuriet, cycliste sur route espagnol (° 7 mai 1909).
  - Aleksandr Gouliaev, compositeur d'études d'échecs soviétique puis russe (° 18 novembre 1908).
  - Scott O'Hara, acteur, éditeur et poète américain (° 16 octobre 1961).
  - Mya Than Tint, écrivain et traducteur birman (° 23 mai 1929).
  - Messias Timula, footballeur portugais (° 18 février 1948).
- 2000 : Will (Willy Maltaite), scénariste, dessinateur et coloriste belge de bande dessinée, père de Tif et Tondu (° 30 octobre 1927).

### XXIesiècle
- 2001 :
  - Balthus (Balthazar Klossowski de Rola), peintre franco-polonais (° 29 février 1908).
  - Dale Earnhardt, pilote automobile américain (° 29 avril 1951).
  - Eddie Mathews, joueur de baseball américain (° 13 octobre 1931).
- 2003 : Isser Harel, ancien chef du Mossad (° 1912).
- 2004 : 
  - Gilberte Brossolette, née Bruel, résistante, journaliste et femme politique sénatrice française (° 27 décembre 1905).
  - Jean Rouch, cinéaste français (° 31 mai 1917).
- 2005 : Harald Szeemann, critique d'art suisse et commissaire d'exposition (° 11 juin 1933).
- 2006 : 
  - William « Bill » Joseph Cowsill, Jr. (en), chanteur et guitariste américain du groupe The Cowsills (° 9 janvier 1948).
  - Al Khatim al Khalifa, 5ème premier ministre du Soudan (° 1er janvier 1919).
- 2008 : Alain Robbe-Grillet, romancier, réalisateur, scénariste et académicien français (° 18 août 1922).
- 2009 : Fird « Snooks » Eaglin Jr., chanteur américain (° 21 janvier 1936).
- 2010 : Robert Pandraud, homme politique français (° 16 octobre 1928).
- 2016 : Yūko Tsushima, écrivaine japonaise (° 30 mars 1947).
- 2017 : Pasquale Squitieri, réalisateur, écrivain et homme politique italien (° 27 novembre 1938).
- 2018 :
  - Didier Lockwood, violoniste de jazz français (° 11 février 1956).
  - Idrissa Ouedraogo, réalisateur burkinabé (° 21 janvier 1954).
- 2022 : 
  - Gabriel Bach, juriste israélien (° 13 mars 1927).
  - Dorothée Gizenga, personnalité politique congolaise (° 29 septembre 1961).
  - François Gros, Boris Nevzorov, Héctor Pulido.
- 2023 :
  - Christian Atsu, footballeur international ghanéen (° 10 janvier 1992).
  - Barbara Bosson, actrice américaine (° 18 février 1923).
  - Robert Cazala, coureur cycliste français (° 7 janvier 1934).
  - Wendell Fleming, mathématicien américain (° 7 mars 1928).
  - Léopold Foulem, céramiste et professeur canadien (° 4 avril 1945).
  - Petar Jekov, footballeur bulgare (° 10 octobre 1944).
  - Justin O. Schmidt, entomologiste américain (° 23 mars 1947).
  - Richard H. Tilly, historien de l'économie et professeur d'université américain (° 17 octobre 1932).
  - Guy Vaschetti, homme politique et avocat français (° 26 septembre 1931).
- 2024 :
  - Bernard Aubouy, ingénieur du son français (° 20 juillet 1939).
  - Jacques Bernard, acteur français (° 7 mai 1929).
  - Alain Drufin, athlète de lancers de poids et de disque français (° 11 juillet 1942).
  - Lanny Flaherty, acteur américain (° 27 juillet 1942).
  - Ira von Fürstenberg, actrice, femme du monde, mannequin et styliste germano-italienne (° 18 avril 1940).
  - Tony Ganios, acteur américain (° 21 octobre 1959).
  - Michael Grunstein, biologiste, biochimiste et professeur d'université américain (° 30 août 1946).
  - Émile Shoufani, théologien et éducateur israélien (° 24 mai 1947).
  - Cornelio Sommaruga, juriste et diplomate suisse (° 29 décembre 1932).
  - Acharya Vidyasagar, moine digambara, philosophe et érudit du jaïnisme indien (° 10 octobre 1946).
- 2025 :
  - Jacques Augendre, journaliste sportif français (° 28 avril 1925).
  - Marie-Chantal Depetris-Demaille, escrimeuse française (° 17 décembre 1941).
  - Vito Molinari, metteur en scène de théâtre et réalisateur italien (° 6 novembre 1941).
  - Gerald Ridsdale, prêtre catholique australien (° 20 mai 1934).
  - Marian Turski, historien et journaliste polonais (° 26 juin 1926).

## Célébrations
- Date possible pour le début du nouvel an asiatique, entre 20 janvier et 20 février au gré de la Lune.
- Algérie : journée nationale du chahid[6], martyr de la guerre de libération nationale.
- France : journée nationale du syndrome d'Asperger depuis 2014 (jour de naissance d'Hans Asperger).
- Gambie : fête de l'indépendance obtenue sur le Royaume-Uni en 1965.
- Christianisme : mémoire du destinataire de deux épîtres pauliniennes et premier évêque d’Éphèse Timothée dans le lectionnaire de Jérusalem, avec lectures de II Tim. 4, 1(-8) et de Jn 10, 11(-16)).

### Saints des Églises chrétiennes

#### Saints des Églises catholiques et orthodoxes
Saints catholiques et orthodoxes :
- Agapet de Sinaos (ru) († IVe siècle), évêque de Sinaos en Phrygie.
- Angilbert († 814), 7e abbé de l'abbaye de Saint-Riquier.
- Chio des Cavernes (VIe siècle), ascète en Géorgie.
- Colman de Lindisfarne († 676), 3e abbé de Lindisfarne.
- Constance († 354), princesse romaine, fille de saint Constantin Ier (empereur romain).
- Ethelina († ?) ou Eudelme, en Angleterre.
- Gingourien (IXe siècle) ou Gwingurian, moine en Bretagne.
- Hildebert († 400), higoumène de Saint Wandrille en Normandie.
- Ignoroc de Vannes (VIIe siècle) ou Nioreg, évêque de Vannes en Bretagne.
- Marcel d'Afrique, avec Macrobe, Geminus, Romulus, Silvina, Carsique et Fructule († ?), martyrs en Afrique.
- Hellade de Tolède (es) († 632), 28e évêque de Tolède.
- Léon et Parégoire († IIIe siècle), martyrs à Patara en Lycie.
- Maxime d'Ostie († 295) et sa famille, martyrs à Ostie près de Rome.
- Sadoth († 342), évêque de Séleucie du Tigre, martyr avec ses compagnons sous Shapur II.
- Taraise de Constantinople († 806), patriarche de Constantinople (25 février dans l'Église d'Orient).
- Vardan II Mamikonian (Vartan) († 451), Vartan Mamikonian, héros de l'Arménie et ses 1036 compagnons morts face aux zoroastriens lors de la bataille d'Aravaïr.

#### Saints et bienheureux des Églises catholiques
Saints et béatifiés catholiques :
- Bernadette Soubirous († 1879), voyante mariale à Lourdes (voir 11 février de Notre-Dame de Lourdes juste sept jours avant) puis sœur de la Charité à Nevers où enchâssée.
- François-Régis Clet († 1820), lazariste martyr à Ou-Tchang-Fou (Wuchang).
- Gertrude Comensoli († 1903), religieux italienne fondatrice des sacramentines de Bergame.
- Georges Kaszyra († 1943), bienheureux prêtre polonais martyr à Rossitsa lors de l'opération Winterzauber.
- William Harrington († 1594), bienheureux prêtre anglais martyr à Tyburn.
- Jean Pibush († 1601), bienheureux prêtre anglais martyr à Southwark.
- Jean de Fiesole († 1455) ou Fra Angelico, bienheureux peintre italien dominicain.
- Jean-Pierre Néel († 1862), prêtre des missions étrangères de Paris, martyr dans la province du Guizhou.
- Théoton de Coïmbre († 1160), religieux portugais fondateur des chanoines réguliers de la Sainte-Croix de Coïmbre.

#### Saints orthodoxes du jour, aux dates parfois"juliennes"ou orientales
Saints des Églises orthodoxes :
- Alexandre Medvedsky († 1932), prêtre, martyr par la main des communistes en Russie.
- Benjamin († 1938), hiéromoine, martyr par la main des communistes en Russie.
- Cosmas de Yakhrom (ru) († 1492), moine à la laure des Grottes de Kiev puis ermite sur les rives de la rivière Yakhrom près de Vladimir.
- Nicolas de Géorgie († 1591), catholicos de Géorgie.
- Pyoulos († ?), martyr par le glaive.
- Martyrs de la nuit sainte († 1932 par la main des communistes à Saint-Pétersbourg en Russie).

### Prénoms du jour[Où?]
Bonne fête aux Bernadette (mémoire facultative) et ses variantes et diminutifs : Bernadetta, Bernardita, Nadette , etc.
Et aussi aux :
- Jean-Pierre et ses variantes : Gianpetri, Hans-Peter, Hanspeter , etc.
- Aux Riwan et ses variantes parfois autant bretonnes : Rihanna, Riwana, Riwanenn, Riwanez, Riwanig , etc.

## Traditions et superstitions

### Dictons
- « À la saint Alexandre, finies les cendres. »[9]
- « À la sainte Bernadette, souvent le soleil est de la fête. »[10]

### Astrologie
- Signe du zodiaque : 29e jour du signe astrologique du Verseau.

## Toponymie
- Les noms de plusieurs voies, places, sites ou édifices de pays ou régions francophones contiennent cette date sous diverses graphies : voir Dix-Huit-Février .